# Наваб Сайид Саадулла Хан
Наваб Сайид Абдулла хан Бахадур Рохилла (ум. 1764) — наваб Морадабада (1748—1754), Рохилкханда и вождь племени Рохилла (1754—1764), наваб Джалесара и Файзабада (1758—1764).

## Биография
Третий сын Наваба Али Мухаммада хана из Рохилкханда (1714—1748) и преемник своего брата на троне Рохилкханда. Назначен наследником престола своим отцом в сентябре 1748 года.
На смертном одре его отец Али Мохаммад Хан Рохилла заставил своих министров поклясться на Коране уважать его волю и защищать его детей, пока они не достигнут зрелости. Саадулла Хан, Аллах Яр Хан и Мухаммад Яр Хан были маленькими детьми на момент его кончины, а два старших брата были в отъезде, взяты в заложники Ахмедом Шахом Абдали. Али Мохаммед хан назначил Хафиза Рахмат Хана регентом Рохилкханда либо до возвращения Абдуллы хана, либо до совершеннолетия Саадуллы хана. Однако министры и регент нарушали свои обещания.
После возвращения Абдуллы Хана регентскийсовет первоначально сделал Саадулла хана навабом Морадабада, но позже они организовали ссору внутри правящей семьи и использовали это как предлог для узурпации власти и богатства сирот. Саадулла Хан был назначен правителем, чтобы заменить своего старшего брата Абдуллу Хана, но, несмотря на его приподнятое настроение, ему неоднократно мешали махинации Хафиза Рахмат Хана, и он с отвращением удалился в Аонлу.
Он сражался вместе с Ахмад-шахом Абдали в Третьей Панипатской войне и получил от него Джалесар и Ялсар в качестве награды за свою службу.